# 沙霍夫斯卡亞區

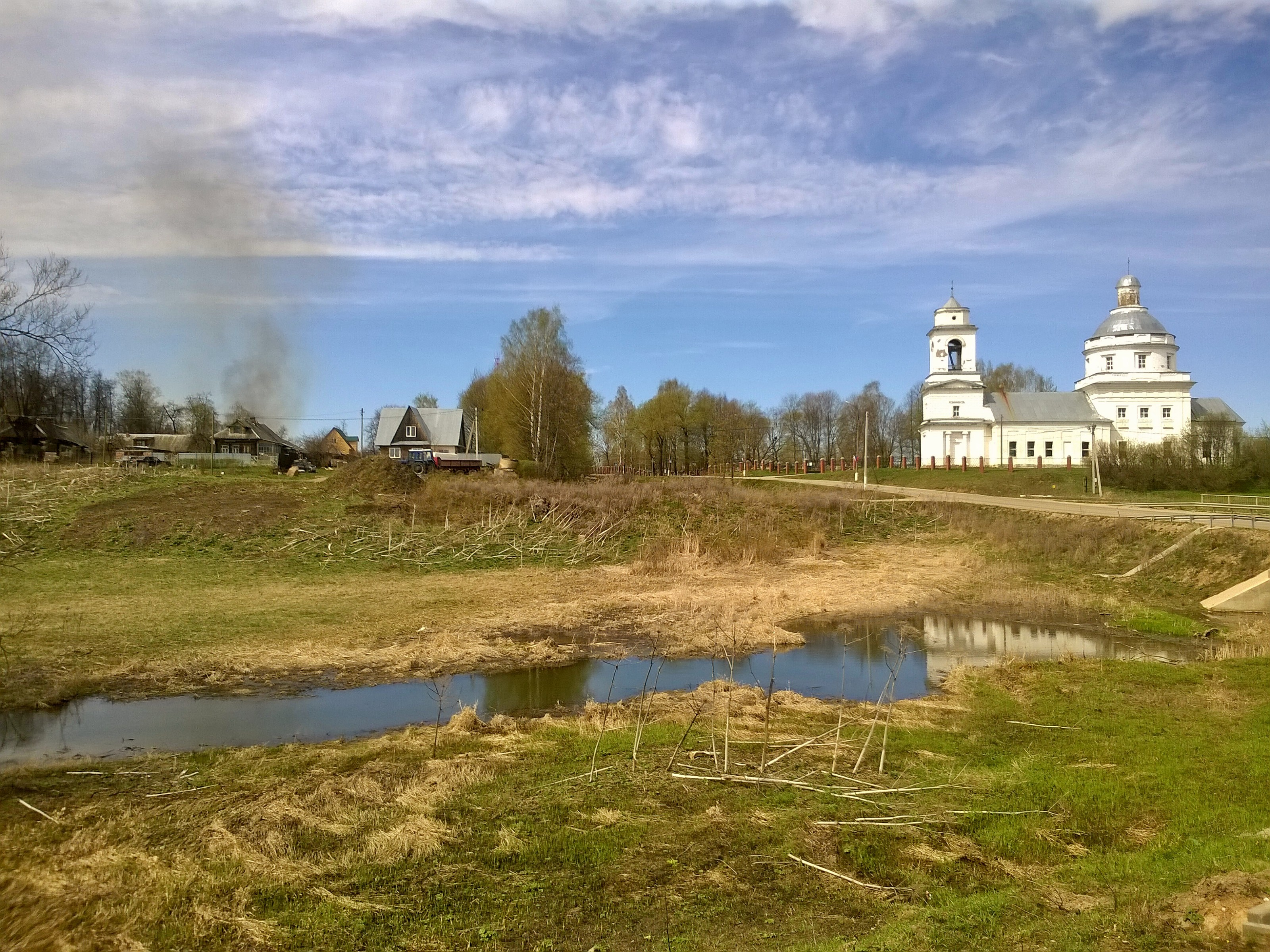

56°01′58″N 35°30′31″E / 56.03278°N 35.50861°E
沙霍夫斯科伊區（俄语：Городской округ Шаховская），是俄羅斯的一個區，位於該國西部，由莫斯科州負責管轄，面積1,218.88平方公里，2010年該區人口25,372，人口密度每平方公里20.82人。